# M'Toussa
M'Toussa est une commune de la wilaya de Khenchela en Algérie.

## Géographie
Elle est située au nord de la wilaya, limitée au nord par la wilaya d'Oum Elbouaghi, au sud par la commune de Khenchela, à l'est par la commune de Ain Touila et à l'ouest `par la commune de Baghai.